# 迪米特里·帕耶特
弗洛朗·迪米特里·帕耶特（法語：Florent Dimitri Payet，法語發音：[dimitʁi pajɛt]；1987年3月29日—），法國職業足球員，留尼汪（法國非洲外島）人。司職攻擊中場或側翼，現效力巴甲球會華斯高。皮耶以死球專家聞名，招牌香蕉罰球精準刁鑽。
2016年歐洲國家盃，29岁的皮耶力壓曼聯球员馬西亞，成为法國隊正選中場，在揭幕戰中被选为最有價值球員，引起欧洲足球界的巨大反响，最後隨法國隊一路打到決賽，雖然僅獲得亞軍，但帕耶以多場傑出的表現入選賽事最佳陣容。他的體格並不佳，很難深入禁區和一般來說較為高大的防守者對抗，然而出色的控球配上準確的長距離傳球跟自由球讓他成為不錯的攻勢發動者。
皮耶在印度洋法屬留尼旺島出世，母會係當地球會聖菲利普（Saint-Philippe）同聖皮埃爾。1999年轉戰法國本土加盟勒哈費爾（Le Havre），四年後回流留尼旺效力頂級聯賽球會愛克賽爾西奧。2005年登陸法甲南特，憑2006-07球季出色表現獲聖伊天（AS Saint-Étienne）羅致，簽約四年。效力期間首征歐洲賽（2008-09歐協盃），2010-11球季更以三入球助球隊登頂法甲，當選9月份法甲最佳球員。
2011年6月，皮耶加盟衛冕冠軍里爾（Lille），兩季後轉投馬賽（Olympique de Marseille）。2015年首度外流英超加盟韋斯咸，2017年回流馬賽，直至2023年7月雙方協議解約，翌月加盟巴甲華斯高。
2007至2008年，皮耶代表法國U21上陣11場射入4球。2010年獲國家隊主帥白蘭斯（Laurent Blanc）徵召，同年10月9日歐國盃外圍賽對羅馬尼亞後備登場完成地標戰。2016年以主力身份助法國奪得歐國盃亞軍，更獲選賽事最佳陣容。

## 球會生涯

### 早期生涯
皮耶出生於印度洋的留尼旺島聖皮埃爾，並在當地球會聖菲利普開始他的職業生涯。在球會的青訓期間，他被教練形容為「一個在同伴中脫穎而出的孩子」，經過三年的發展訓練後，他轉會到島上最好的球會之一聖皮埃爾。在聖皮埃爾的短短一年後，皮耶被法國本土的職業球會勒哈費爾簽下，該球會與他的前球會有著合作關係。在此期間，勒哈費爾也招募了前聖皮埃爾球員弗洛朗·冼拿馬-龐高尼和紀堯姆·瓦羅。
在勒哈費爾的四年中，皮耶經歷了一段動盪的時光。在球會訓練期間，他被指控性格難以相處且缺乏動力。這些指控最終導致他在2003年離開，皮耶返回留尼旺島，與愛克賽爾西奧簽約。他在愛克賽爾西奧只待了一年半，參加留尼旺超級聯賽，然後在2005年1月被南特簽下，南特希望給這位球員另一個在本土證明自己的機會。皮耶與球會簽訂了一份為期兩年的業餘合同；然而，南特有權在六個月後終止合同。

### 南特
在抵達南特後，皮耶被安排在球會的預備隊，參加法國業餘聯賽（Championnat de France Amateur），這是法國足球的第四級聯賽。在2005–06賽季，皮耶很快在預備隊中確立自己作為最佳球員之一的地位。他在22場比賽中射入六球，並被球會的預備隊教練斯特凡·莫羅（Stéphane Moreau）形容為「一位有才華的球員，儘管他天生有些冷漠」。他在球隊中的影響力使得他在2005年12月被主教練塞爾日·勒迪澤（Serge Le Dizet）召入一線隊。皮耶在12月19日的聯賽中首次亮相，對陣波爾多，作為入替出場，最終比賽以0–0和局結束。冬季休息後，皮耶繼續留在一線隊，並在對梅斯的比賽中射入他的首個職業入球，幫助球隊以4–1獲勝。這場比賽中，皮耶作為入替出場，並在場上不到兩分鐘就入球。2月4日，皮耶在對圖盧茲的聯賽中出場後，隨即被降回預備隊，並在本賽季剩餘時間內未再上場。
在 2006–07 賽季開始之前，皮耶與南特簽訂了一份為期三年的職業合同。他正式晉升為一線隊球員，並由勒迪澤分配31號球衣。在賽季的前兩場比賽中作為替補出場後，皮耶在2006年9月9日對里爾的聯賽中首次首發。在這場比賽中，他打入了扳平比分的入球，最終比賽以1–1和局結束。兩週後，皮耶再次首發，並在對馬賽的比賽中打入了首開紀錄的進球，幫助球隊以2–1獲勝。隨後，皮耶在本賽季的其餘時間裡都作為首發出場。他在本賽季的唯一其他進球是在與色當的比賽中，最終以1–1和局結束。本賽季的一個陰影是他在對瓦朗謝納的比賽中因為表現不佳而被紅牌罰下，最終以2–5輸掉比賽。儘管皮耶的個人表現成功，南特最終以第19名結束賽季，降級至法乙，這意味著球會將自1963年以來首次參加法乙聯賽。

### 聖伊天
在南特降班後，皮耶渴望留在頂級聯賽，於是提出了轉會請求。隨後，皮耶與索察和聖伊天傳出了轉會的消息。皮耶最終決定與綠軍聖伊天簽約，並表示轉會到這家球會是「一個簡單而合乎邏輯的選擇」，而且聖伊天「能給我提供上場機會，這是我的首要任務」。皮耶最終在2007–08賽季開始前與球會簽訂了一份為期四年的合同，南特因此獲得了400萬歐元的補償。
在聖伊天的第一個賽季，皮耶雖然是正選球員，但在球隊中難以立足。他在2007年8月4日對摩納哥的比賽中首次亮相，最終比賽以1–1和局結束。儘管在大部分在賽季中都是正選球員，皮耶卻沒有入球，也未能提供任何助攻。儘管皮耶的表現不佳，聖伊天最終以第五名結束賽季，獲得了參加歐洲聯賽的資格。在2008–09賽季，皮耶恢復他加入聖伊天簽約時的狀態。在賽季開始前，他在對留尼旺足球代表隊的友誼賽中被授予隊長的榮譽，這是他回到家鄉的比賽。皮耶在本賽季出場30場聯賽，射入四球並提供六次助攻。他在2008年9月29日對波爾多的比賽中射入了為球會射入的第一個聯賽入球，並且是首開紀錄的入球。2008年12月，他在對陣前球會勒哈費爾的比賽中射入了制勝球。
皮耶在2008–09賽季的歐洲賽事中首次亮相，參加歐霸盃的比賽。他在9月18日的首輪首回合對以色列球會特拉維夫夏普爾的比賽中首次亮相，並在首戰中射入開場的入球，幫助球隊以2–1獲勝。在小組賽階段，皮耶在對丹麥球會哥本哈根的比賽中射入一球，幫助球隊以3–1獲勝。在淘汰賽階段，皮耶對球隊以5–2的總比分戰勝希臘球會奧林匹亞科斯起到關鍵作用。在首回合中，他助攻一個入球，幫助球隊以3–1獲勝，而在次回合中，他射入首開紀錄的入球，最終以2–1獲勝。聖伊天在下一輪被德國球會雲達不萊梅淘汰，總比分以3–2輸掉。皮耶在兩回合比賽中均作為入替出場。由於聖伊天專注於四項賽事的表現，最終在聯賽中僅以一分之差避免降級。2009年7月22日，皮耶與球會簽訂了一份延長至2013年的兩年合同。
在2009–10賽季，皮耶保持穩定，於35場聯賽上陣，射入兩球並提供六次助攻。他在盃賽中表現出色，尤其是在法國盃中。2010年1月24日，他在對洛里昂的比賽中射入兩球，幫助球隊以4–1獲勝。兩週後，他在對瓦納的比賽中射入制勝球。聖伊天最終進入半準決賽，但輸給朗斯。2010年5月18日，皮耶在對圖盧茲的比賽中與隊友兼隊長布萊斯·馬度迪發生了肢體衝突，最終以0–1輸掉比賽。在上半場中，皮耶因缺乏侵略性受到隊友尤漢·貝納盧亞內的批評，隨後馬圖伊迪也表達相同的看法。皮耶和馬圖伊迪突然面對面，前者向馬圖伊迪的頭部揮出一拳，兩人隨後被裁判布魯諾·庫埃和隊友分開。由於這一事件，皮耶在31分鐘後被換下，並受到球會主席羅蘭·羅梅耶的處罰。皮耶隨後對事件表示道歉。2010年10月6日，在皮耶和馬圖伊迪都被召入國家隊後，皮耶將這一事件形容為「不應該發生的爭吵」，並表示「事件已經解釋清楚，兩人已經重回正軌」。馬圖伊迪則形容這一衝突是兩名球員的「缺乏成熟」。
在夏季過後，皮耶將過去拋在腦後，並在2010–11賽季的前兩個月中射入七球，開局良好。2010年8月7曰，他在對巴黎聖日耳曼的比賽中的入球，幫助球隊以3–1開季。2010年8月29日，皮耶在對朗斯的比賽中射入了他的第一個帽子戲法，幫助球隊以3–1獲勝。國際比賽休息後，他在對蒙彼利埃的比賽中射入兩球。9月25日，皮耶在對里昂的打比戰中射入一個完美的罰球，這個罰球被當地媒體形容為「極佳且無法觸及」，成為球隊意外獲勝的唯一入球。這場勝利使聖伊天在當週排名第一。因為他的出色表現，皮耶獲得9月的UNFP 月度最佳球員獎。由於他在國內和國際上的表現，皮耶吸引多家球會的關注，尤其是英超球會車路士和利物浦。2011年1月，他與巴黎聖日耳曼傳出轉會的消息，因為該巴黎球會希望立即替代離隊的史提芬·施斯隆。皮耶渴望轉會，但聖伊天拒絕。在轉會窗口關閉前，沮喪的皮耶未能出席訓練，試圖強迫轉會。幾天後回到球隊的皮耶在2月5日對蒙彼利埃的聯賽比賽前被降回預備隊。
皮耶在2月12日。在2010–11賽季的最後14場比賽中，皮耶射入五球，並再提供三次助攻。他以射入13球結束賽季，成為綠軍的最佳射手。

### 里爾

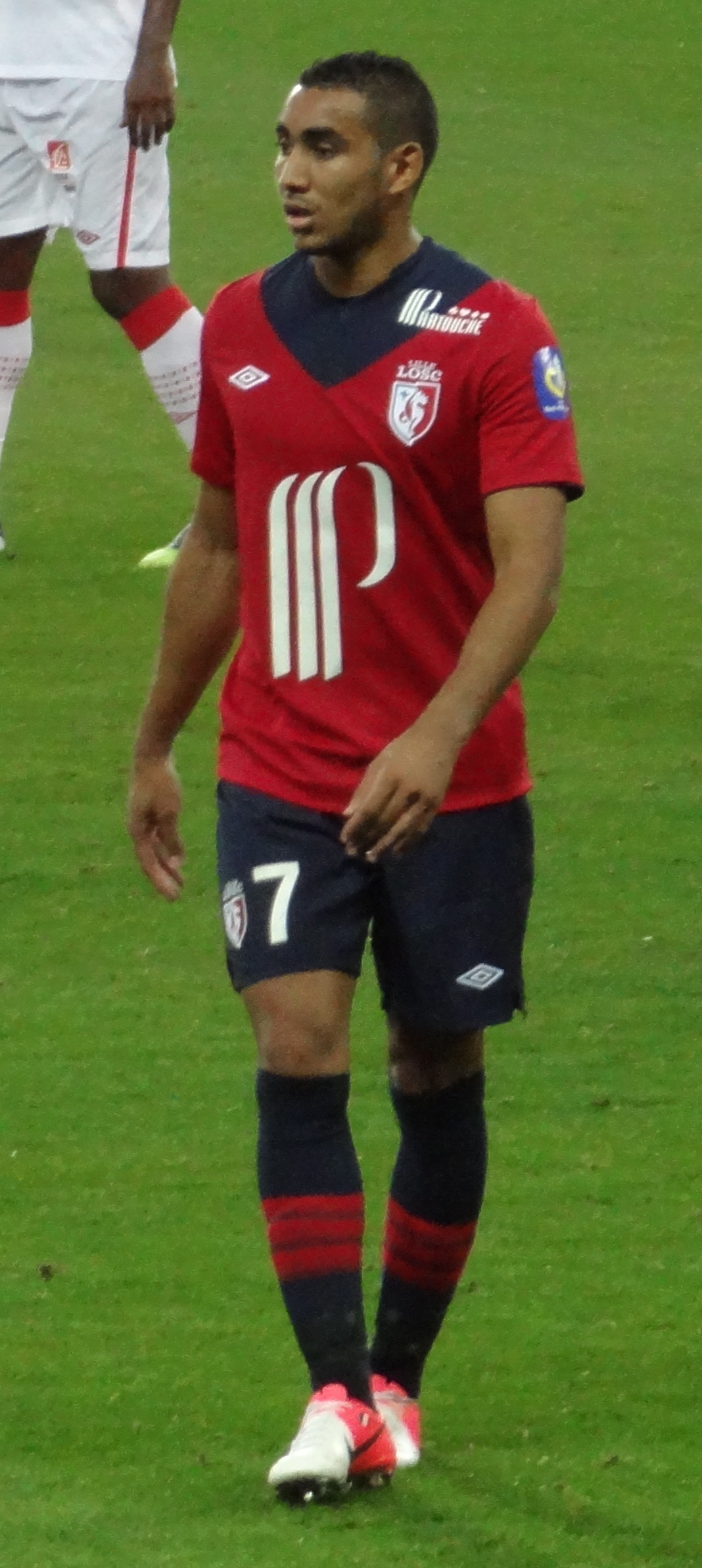
2012年皮耶效力於里爾隊

2011年6月28日，聖伊天的領隊基斯杜夫·加堤確認皮耶即將與衛冕聯賽冠軍里爾簽約，因為球員在前一天已告知他。幾小時後，聖伊天和里爾都確認這一轉會。皮耶同意簽訂一份為期四年的合同，轉會費為900萬歐元，並將來的獎金納入考慮。
皮耶在2011年7月27日的法國超級盃比賽中首次為里爾上陣，對陣馬賽，最終以5–4被擊敗。他在2011–12賽季的首場法甲比賽中於8月6日對南錫首次亮相。10月15日，皮耶在對歐塞爾的比賽中射入他為球會的首個入球，幫助球隊以3–1獲勝。三天後，皮耶在里爾主場以1–0輸給意大利球會國際米蘭的歐洲聯賽冠軍盃比賽中首次亮相，他於62分鐘入替伯努瓦·柏迪堤。
皮耶在里爾的第一個賽季結束時射入六球並助攻六次，並在38場聯賽中首發23次。
在他在皮埃爾·莫魯瓦球場的第二個賽季中，隨著伊登·夏薩特轉會至車路士，皮耶成為里爾進攻的常規成員，除了缺席一場外，參加了所有的法甲比賽。在賽季的冬季休息時，皮耶被法國職業足球聯盟認可為首席助攻球員，在球隊的19場比賽中助攻7次。他在冬季休息前的三場比賽中均有入球，並在中場休息時達到六個入球。
2013年5月18日，皮耶被列入UNFP的法甲賽季最佳陣容。他以12次助攻結束賽季，與馬菲奧·華貝拿並列聯賽助攻榜首。他還射入12球，創下職業生涯第二高的入球數。

### 馬賽

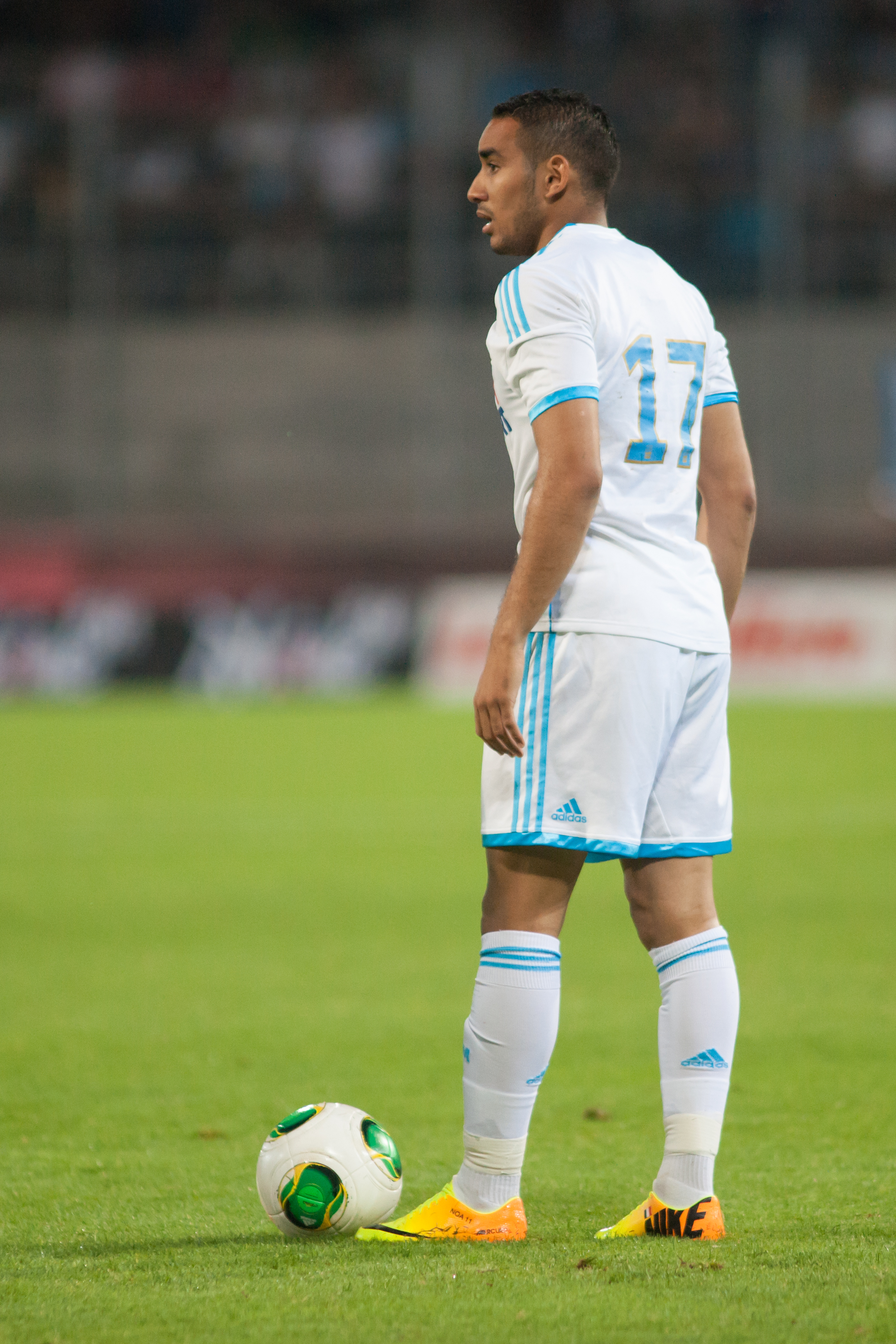
2013年皮耶效力馬賽隊

2013年6月27日，馬賽以約1100萬歐元的費用簽下皮耶。在他的首場比賽中，他在比賽的前15分鐘內射入兩球，幫助球隊於8月11日在魯杜魯球場以3–1戰勝新升班的甘岡。
在他與馬賽的第二個也是最後一個賽季中，皮耶在歐洲五大聯賽中成功的穿越傳球數量超過所有其他球員，僅次於梅西。他的關鍵傳球數量幾乎是其他任何球員的兩倍，在36場聯賽中助攻17次，位居法甲助攻榜首。皮耶將他出色的2014–2015賽季歸功於馬些路·比爾沙，後者於2014年5月被任命為馬賽的領隊。他後來告訴《隊報》：「我與他合拍。他讓我變得更加成熟和穩定，並使我的比賽變得有序。我仍然記得他的建議。」根據詹·范·溫克爾的說法（他是比爾薩在2014–2015賽季的助理教練），關鍵在於給予皮耶關鍵的10號角色，並使他成為進攻的核心。
「比爾薩是第一個認識到迪米崔是組織者而不是翼鋒的領隊。迪米崔可能是世界上最好的球員之一，與安德列斯·恩尼斯達並列，尤其是在背對球門的情況下。他技術出眾且靈活，幾乎不可能從他那裡搶到球。迪米崔在法國2016年歐洲國家盃決賽周中對羅馬尼亞入球時，他正好在中路位置，這並非巧合。」
2015年5月17日，皮耶第二次被UNFP評選為法甲賽季最佳陣容成員。

### 韋斯咸

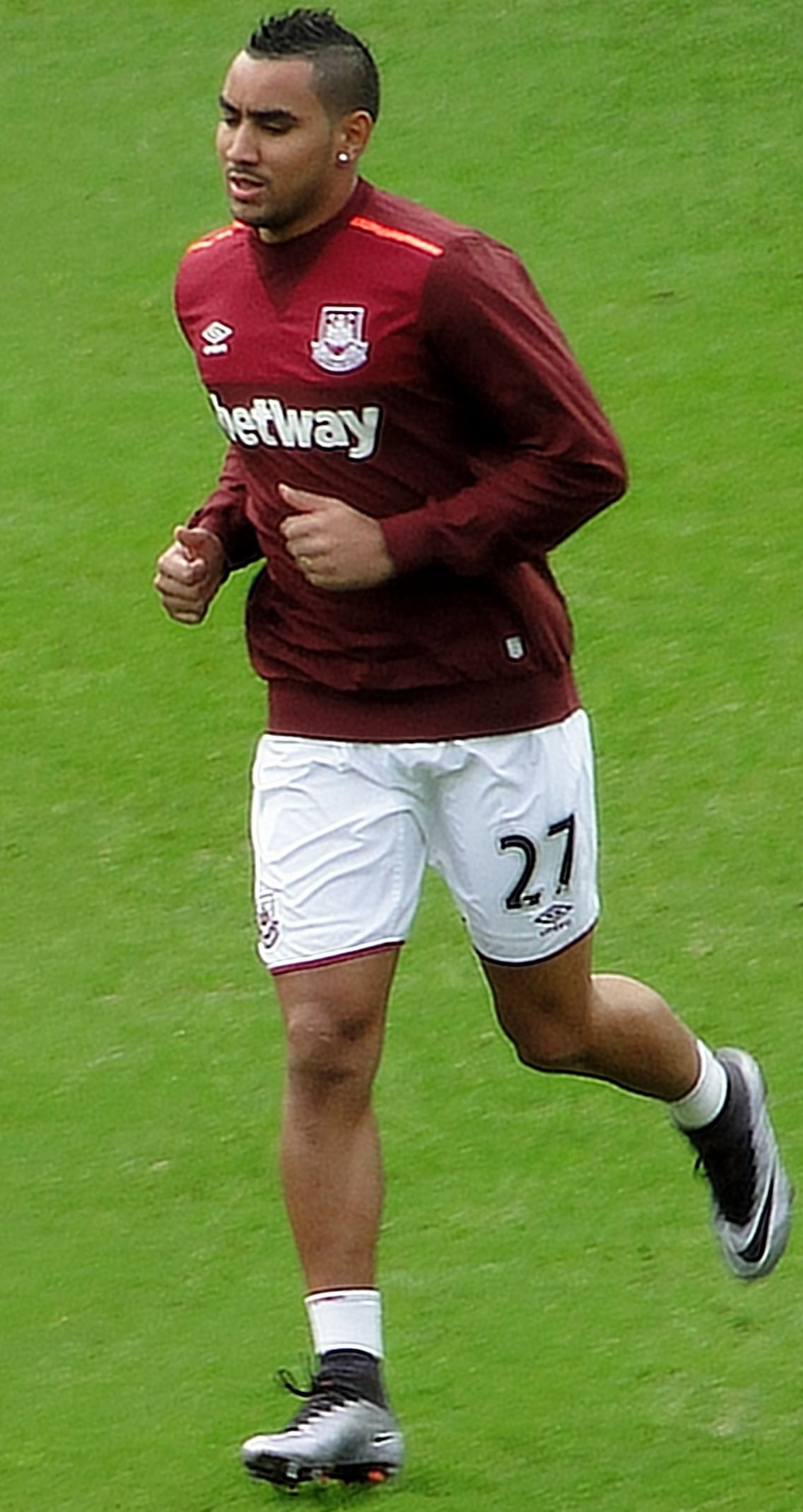
2016年皮耶效力韋斯咸

2015年6月26日，皮耶以五年合約加盟英超球隊韋斯咸，並附帶12個月的選擇權。韋斯咸支付給馬賽的轉會費據報導為1070萬英鎊。皮耶原本並不打算在2015年夏季離開馬賽。然而，他的轉會受到馬賽對財務穩定的擔憂影響，因為出售如費奧尼安·泰奧雲和吉安內利·因布拉的球員進展緩慢。8月9日，他在酋長球場對阿仙奴的比賽中首次亮相英超，並為捷古·高耶迪的頭鎚射入首球提供罰球助攻，最終以2-0獲勝。六天後，皮耶在主場對李斯特城的比賽中射入首個入球，儘管最終以1-2敗陣。9月14日，皮耶在波倫格會場對紐卡素的比賽中射入兩球，幫助球隊以2-0獲勝。11月9日，他在對愛華頓的比賽中受傷，預計缺席三個月，因為在11月7日以1-1主場和局中遭遇占士·麥卡菲的粗暴攔截。2016年1月12日，他在對般尼茅夫的比賽中回歸後打入首個入球，幫助球隊以3-1完成逆轉，進球是一記曲線罰球，擊中橫梁下方，受到多位專家的讚譽。他在第78分鐘被阿歷士·桑治換下時，獲得韋斯咸球迷的起立鼓掌這位該場的最佳球員。
2016年2月，皮耶與韋斯咸訂了一份新的五年半合約，周薪為125,000英鎊，承諾將他留在球會至2021年夏季。3月，皮耶在2016倫敦足球獎中被評為英超年度最佳球員。3月13日，他在奧脫福球場對曼聯的足總盃準決賽中射入一記35碼（32米）的罰球，這個入球被一些記者形容為「精妙」和「壯觀」，最終比賽以1-1和局結束。
在英超的首次賽季中表現出色後，皮耶在3月的倫敦足球獎中入選英超年度最佳球員，並被英超聯賽提名為2016年PFA最佳球員獎。2016年5月，皮耶成為韋斯咸年度最佳球員獎的第38位獲獎者。
在2016年歐洲國家盃中表現出色後，韋斯咸為皮耶提供100萬英鎊的忠誠獎金，以試圖阻止其他球會的興趣。然而，皮耶因在冬季轉會窗口期間離開球會而受到批評。

### 回歸馬賽

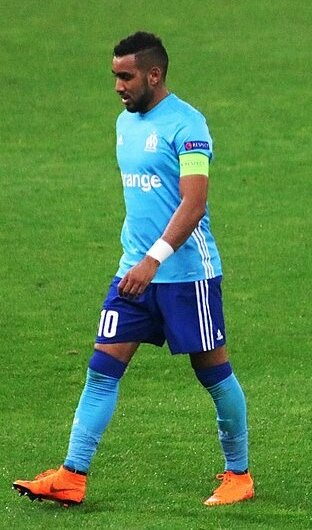
2018年皮耶效力馬賽

2017年1月，美國富商法蘭·麥考特（Frank McCourt）入主馬賽後啟動「OM王者計劃」，先後引入摩根·辛臣（Morgan Sanson）與帕特里斯·艾夫拿（Patrice Evra）。而教練團與管理層自冬季轉會窗開啟即全力促成皮耶回歸。
1月12日，韋斯咸領隊比歷證實皮耶拒絕再為韋斯咸上陣。兩日後對水晶宮一役，皮耶無傷無病卻失蹤大名單，其倫敦球場壁畫更需保安看守防球迷破壞。馬賽兩度報價遭拒，韋斯咸聲明「寧要球員道歉留隊」。最終1月29日以破球會紀錄的2500萬鎊成交。轉會翌日，其壁畫即被換成安迪·卡路爾倒掛金鉤入球紀念。
1月31日，在法國盃對里昂的比賽，皮耶於加時以後備登場完成首場回歸戰，助球隊以2-1晉級。2月8日在韋洛德羅姆球場對甘岡的一仗射入回歸後首個入球，助馬賽主場以2-0報捷。
2018年5月3日，歐霸盃四強次回合，馬賽雖作客1-2負薩爾斯堡紅牛，仍以總比數3-2闖入決賽。決賽對馬德里體育會，皮耶於31分鐘拉傷大腿痛哭退場，見證球隊以0-3大敗。
8月10日，2018-19法甲開鑼戰，皮耶對圖盧茲梅開二度，其中十二碼入球為法國足球史上首個以VAR判罰入球。

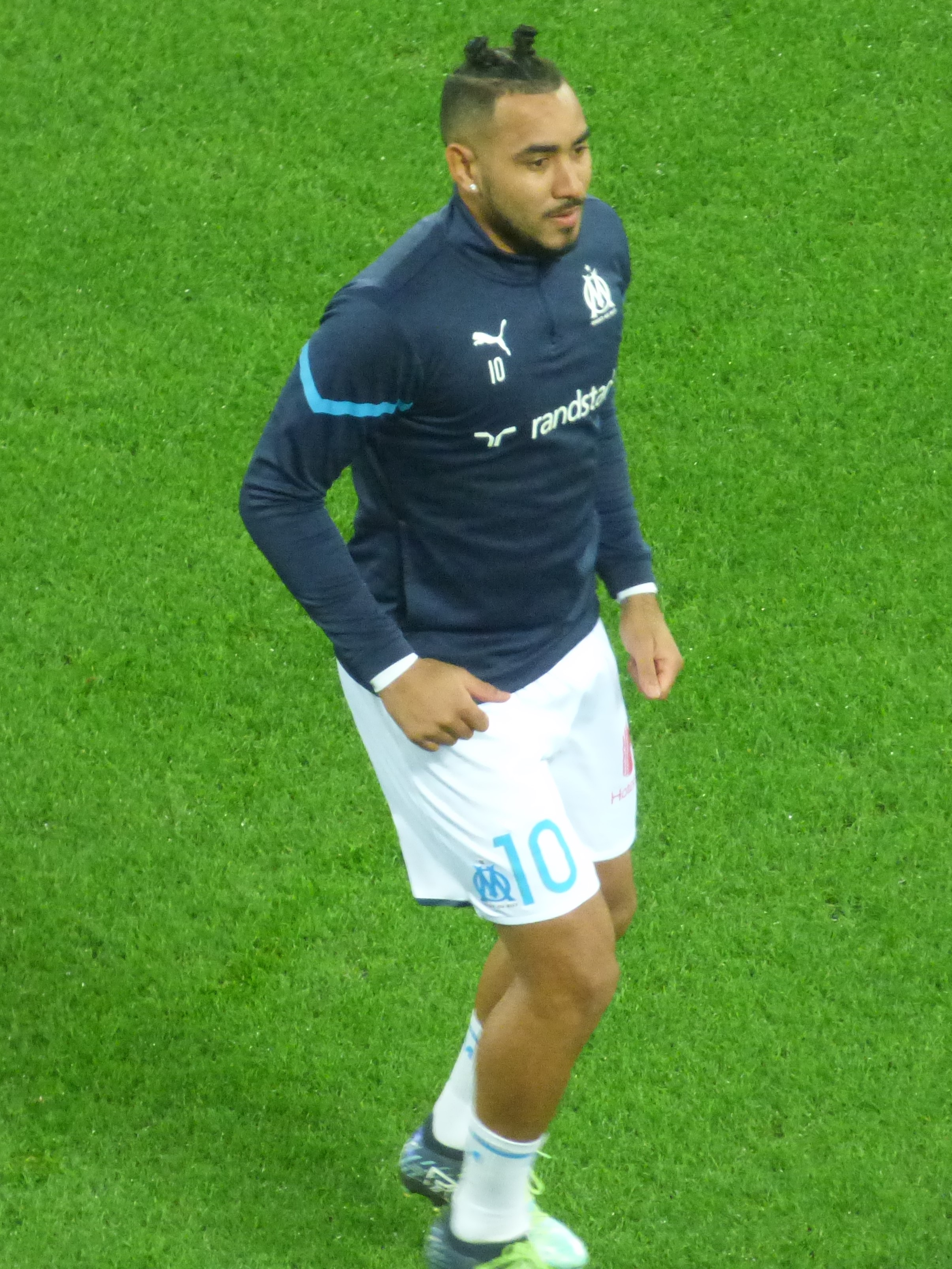
皮耶於2022年效力馬賽時熱身

2021年8月22日，作客尼斯爆發衝突：皮耶遭球迷擲膠樽擊中後憤然擲回看台，引發球迷衝落球場毆鬥，最終皮耶等三名球員受傷。同年11月對里昂一役，皮耶主射角球時再被水樽擊中頭部致賽事腰斬。
2023年7月21日，皮耶與會長朗高尼亞聯合宣佈協議解約。

### 華斯高
2023年8月17日，皮耶加盟巴甲華斯高簽約兩年。9月3日，皮耶首場上陣作客以1-1賽和巴希亞。10月18日，對福塔雷薩射入奠勝球，助球隊在主場聖贊拿利奧球場以1-0勝出，逃離降班區並當選最佳球員。11月12日補時階段射入罰球，主場2-1絕殺明尼路。

## 國家隊生涯

### 青年軍
2007年2月，皮耶首度代表法國U21友賽瑞士，助攻謝路美·文尼斯（Jérémy Ménez）破門；三日後對丹麥更梅開二度，大勝3-1。

### 國家隊

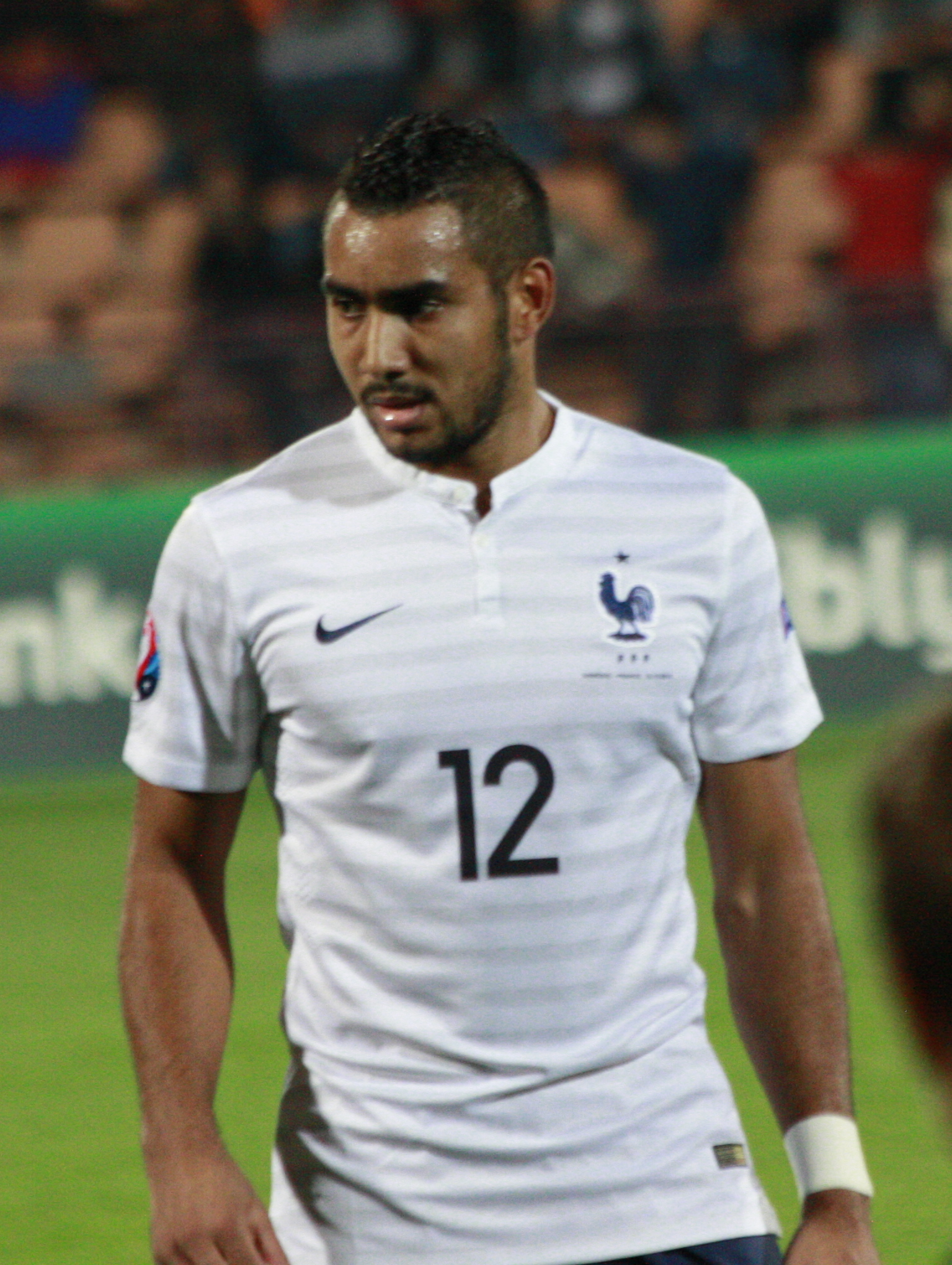
皮耶於2014年為法國國家足球隊效力

2010年10月9日，歐國盃外圍賽對羅馬尼亞，皮耶於86分鐘以後備入替賓施馬，即助攻哥古夫（Yoann Gourcuff）鎖定2-0勝局。三日後對盧森堡再助攻哥古夫。
2015年6月7日友賽比利時，皮耶於73分鐘入替後轟入國家隊的首個入球，惜球隊仍以3-4敗陣。六天後，皮耶在友誼賽作客以0-1被阿爾巴尼亞打敗的比賽中半場被入替下場。此後遭冷待逾半年，直至2016年3月才重召入伍對荷蘭和俄羅斯。
3月25日，法國作客以3-2挫荷蘭一役，皮耶六次創造機會、89次觸球冠絕全場，半場遠射中柱獲主帥迪甘斯盛讚。四日後對俄羅斯，後備登場即30碼香蕉罰球破網，再助攻高文（Kingsley Coman）奠勝4-2。
2016年5月，皮耶入選法國隊參加2016年歐洲國家盃。首戰羅馬尼亞，皮耶於57分鐘傳中助攻基奧特，89分鐘在禁區外左腳彎入世界波，創單場8次機會+13次傳中，當選最佳球員。6月15日，在法國對阿爾巴尼亞的第二場小組賽中，皮耶再次被評為本場最佳球員，他為隊友創造6次得分機會，並送出17次傳中。在那場比賽中，皮耶在第96分鐘打進了法國隊的第二個入球，最終法國隊以2-0獲勝。77月3日，皮耶在八強對冰島貢獻一傳一射，幫助法國以5-2擊敗冰島，東道主晉級準決賽。決賽對葡萄牙於25分鐘與C朗碰撞致其傷退，自己亦於78分鐘被換出，目擊葡萄牙加時1-0捧盃。
2018年，皮耶因歐霸決賽傷患而落選法國世界盃大軍，主帥迪甘斯未親自通知，其母透露：「皮耶與家人睇電視直播先知」。

## 生涯統計

### 球會
最後更新：比賽於2025年4月15日舉行
| 球會         | 球季     | 聯賽       | 聯賽 | 聯賽 | 本土盃賽 | 本土盃賽 | 聯賽盃 | 聯賽盃 | 洲際賽事 | 洲際賽事 | 其他 | 其他 | 總數 | 總數 |
| 球會         | 球季     | 聯賽       | 出場 | 入球 | 出場     | 入球     | 出場   | 入球   | 出場     | 入球     | 出場 | 入球 | 出場 | 入球 |
| ------------ | -------- | ---------- | ---- | ---- | -------- | -------- | ------ | ------ | -------- | -------- | ---- | ---- | ---- | ---- |
| 愛克賽爾西奧 | 2004     | 留尼旺聯賽 | 36   | 12   | 0        | 0        | —      | —      | —        | —        | —    | —    | 36   | 12   |
| 南特         | 2005–06  | 法甲       | 3    | 1    | 1        | 0        | 0      | 0      | —        | —        | —    | —    | 4    | 1    |
| 南特         | 2006–07  | 法甲       | 30   | 4    | 4        | 0        | 1      | 0      | —        | —        | —    | —    | 35   | 4    |
| 南特         | 總數     | 總數       | 33   | 5    | 5        | 0        | 1      | 0      | —        | —        | —    | —    | 39   | 5    |
| 聖伊天       | 2007–08  | 法甲       | 31   | 0    | 0        | 0        | 0      | 0      | —        | —        | —    | —    | 31   | 0    |
| 聖伊天       | 2008–09  | 法甲       | 30   | 4    | 1        | 0        | 1      | 0      | 10       | 3        | —    | —    | 42   | 7    |
| 聖伊天       | 2009–10  | 法甲       | 35   | 2    | 4        | 3        | 2      | 0      | —        | —        | —    | —    | 41   | 5    |
| 聖伊天       | 2010–11  | 法甲       | 33   | 13   | 1        | 0        | 0      | 0      | —        | —        | —    | —    | 34   | 13   |
| 聖伊天       | 總數     | 總數       | 129  | 19   | 6        | 3        | 3      | 0      | 10       | 3        | —    | —    | 148  | 25   |
| 里爾         | 2011–12  | 法甲       | 33   | 6    | 3        | 0        | 2      | 0      | 4        | 0        | 1    | 0    | 43   | 6    |
| 里爾         | 2012–13  | 法甲       | 38   | 12   | 3        | 1        | 3      | 0      | 8        | 0        | —    | —    | 52   | 13   |
| 里爾         | 總數     | 總數       | 71   | 18   | 6        | 1        | 5      | 0      | 12       | 0        | 1    | 0    | 95   | 19   |
| 馬賽         | 2013–14  | 法甲       | 36   | 8    | 2        | 0        | 2      | 0      | 5        | 0        | —    | —    | 45   | 8    |
| 馬賽         | 2014–15  | 法甲       | 36   | 7    | 1        | 0        | 1      | 0      | —        | —        | —    | —    | 38   | 7    |
| 馬賽         | 總數     | 總數       | 72   | 15   | 3        | 0        | 3      | 0      | 5        | 0        | —    | —    | 83   | 15   |
| 韋斯咸       | 2015–16  | 英超       | 30   | 9    | 6        | 3        | 1      | 0      | 1        | 0        | —    | —    | 38   | 12   |
| 韋斯咸       | 2016–17  | 英超       | 18   | 2    | 1        | 0        | 3      | 1      | 0        | 0        | —    | —    | 22   | 3    |
| 韋斯咸       | 總數     | 總數       | 48   | 11   | 7        | 3        | 4      | 1      | 1        | 0        | —    | —    | 60   | 15   |
| 馬賽         | 2016–17  | 法甲       | 15   | 4    | 2        | 1        | 0      | 0      | —        | —        | —    | —    | 17   | 5    |
| 馬賽         | 2017–18  | 法甲       | 31   | 6    | 2        | 1        | 0      | 0      | 14       | 3        | —    | —    | 47   | 10   |
| 馬賽         | 2018–19  | 法甲       | 31   | 4    | 1        | 0        | 1      | 0      | 5        | 2        | —    | —    | 38   | 6    |
| 馬賽         | 2019–20  | 法甲       | 22   | 9    | 4        | 3        | 1      | 0      | —        | —        | —    | —    | 27   | 12   |
| 馬賽         | 2020–21  | 法甲       | 33   | 7    | 1        | 0        | —      | —      | 6        | 2        | 1    | 1    | 41   | 10   |
| 馬賽         | 2021–22  | 法甲       | 31   | 12   | 4        | 0        | —      | —      | 11       | 4        | —    | —    | 46   | 16   |
| 馬賽         | 2022–23  | 法甲       | 24   | 4    | 1        | 0        | —      | —      | 2        | 0        | —    | —    | 27   | 4    |
| 馬賽         | 總數     | 總數       | 187  | 46   | 15       | 5        | 2      | 0      | 38       | 11       | 1    | 1    | 243  | 63   |
| 華斯高       | 2023     | 巴甲       | 17   | 2    | —        | —        | —      | —      | —        | —        | —    | —    | 17   | 2    |
| 華斯高       | 2024     | 巴甲       | 23   | 3    | 8        | 0        | —      | —      | —        | —        | 10   | 2    | 41   | 5    |
| 華斯高       | 2025     | 巴甲       | 4    | 0    | 2        | 0        | —      | —      | 1        | 0        | 10   | 0    | 17   | 0    |
| 華斯高       | 總數     | 總數       | 44   | 5    | 10       | 0        | —      | —      | 1        | 0        | 20   | 2    | 75   | 7    |
| 生涯總數     | 生涯總數 | 生涯總數   | 620  | 130  | 52       | 12       | 18     | 1      | 67       | 14       | 22   | 3    | 777  | 160  |

1. ↑  包括法國盃、足總盃, 巴西盃
2. ↑  包括法國聯賽盃, 聯賽盃
3. ↑  歐洲聯賽冠軍盃出場
4. 1 2 3 4 5  歐洲聯賽冠軍盃出場
5. 1 2  法國超級盃出場
6. 1 2 3  歐洲足協歐霸盃出場
7. ↑  歐洲協會聯賽出場
8. 1 2  里約州足球聯賽冠軍（英语：Campeonato Carioca）
9. ↑  南美球會盃出場

### 國家隊
| 國家隊 | 年份 | 上陣 | 入球 |
| ------ | ---- | ---- | ---- |
| 法國   | 2010 | 3    | 0    |
| 法國   | 2013 | 4    | 0    |
| 法國   | 2014 | 4    | 0    |
| 法國   | 2015 | 4    | 1    |
| 法國   | 2016 | 17   | 7    |
| 法國   | 2017 | 5    | 0    |
| 法國   | 2018 | 1    | 0    |
| 總共   | 總共 | 38   | 8    |

### 國家隊入球
法國隊的比數及入球列前，入球比數欄顯示皮耶每次入球後的得分
| # | 日期           | 場地                   | 對手       | 入球比數 | 最終比數 | 比賽                       |
| - | -------------- | ---------------------- | ---------- | -------- | -------- | -------------------------- |
| 1 | 2015年6月7日   | 法國聖坦尼法蘭西運動場 | 比利时     | 3–4      | 3–4      | 友誼賽                     |
| 2 | 2016年3月29日  | 法國聖坦尼法蘭西運動場 | 俄羅斯     | 3–1      | 4–2      | 友誼賽                     |
| 3 | 2016年5月30日  | 法國南特博茹瓦爾球場   | 喀麦隆     | 3–2      | 3–2      | 友誼賽                     |
| 4 | 2016年6月10日  | 法國聖坦尼法蘭西運動場 | 羅馬尼亞   | 2–1      | 2–1      | 2016年歐洲國家盃           |
| 5 | 2016年6月15日  | 法國馬賽韋洛德羅姆球場 | 阿尔巴尼亚 | 2–0      | 2–0      | 2016年歐洲國家盃           |
| 6 | 2016年7月3日   | 法國聖坦尼法蘭西運動場 | 冰島       | 3–0      | 5–2      | 2016年歐洲國家盃           |
| 7 | 2016年10月7日  | 法國聖坦尼法蘭西運動場 | 保加利亚   | 2–1      | 4–1      | 2018年國際足協世界盃外圍賽 |
| 8 | 2016年11月11日 | 法國聖坦尼法蘭西運動場 | 瑞典       | 2–1      | 2–1      | 2018年國際足協世界盃外圍賽 |

## 榮譽
愛克賽爾西奧
- 留尼旺盃（英语：Coupe de la Réunion）: 2004

馬賽
- 歐霸盃亞軍: 2017–18[112]

法國
- 歐洲國家盃亞軍: 2016[113]

個人
- UNFP法甲年度最佳陣容（英语：Trophées UNFP du football#Team of the Year）:2012–13（英语：Trophées UNFP du football#2013）、2014–15（英语：Trophées UNFP du football#2015）[114]及2021–22[115]
- 馬賽年度最佳球員: 2014–15, 2021–22[116]
- PFA年度最佳陣容: 2015/16年度英超[117]
- 韋斯咸: 2015–16[118]
- 歐洲國家盃獎項（英语：UEFA European Championship Team of the Tournament）: 2016[119]
- 英超每月最佳入球（英语：Premier League Goal of the Month）: 2016年10月[120]
- 歐霸盃最佳陣容: 2017–18[121]
- 歐洲協會聯賽最佳陣容: 2021–22[122]

勳章
- 法國國家功績勳章: 2022[123]

## 外部連結
- 足球数据库：迪米特里·帕耶特的球员统计数据
- 迪米特里·帕耶特 – 法國職業足球聯賽数据 – 支持法语（已存档）
- 迪米特里·帕耶特在《隊報》足球中的档案 （法文）